# Meritxell Calvo i Marco
Meritxell Calvo i Marco (Barcelona, 27 d'agost de 1986) és una actriu i humorista de teatre catalana.

## Biografia
Va estudiar a l'Institut del Teatre de Barcelona. Va debutar en el mon del teatre el 2013 al Teatre Goya, interpretant a Vanda en l'obra La Venus de les pells, dirigida per Héctor Claramunt.
És membre fundadora de la comparsa La Pulpe Teatro de Barcelona.
L'any 2015 va interpretar el paper de Françoise de Foix a la sèrie de TVE Carlos, rey emperador.
El 2018, s'incorpora al repartiment d'Amar es para siempre d'Antena 3.
L'any 2022, va interpretar el paper de Vero en la sèrie de Netflix Smiley de Guillem Clua, amb Carlos Cuevas, Miki Esparbé, Pepón Nieto i Cedrick Mugisha. Això va suposar el seu salt a l'escena internacional.

## Filmografia

### Televisió
| Any         | Sèrie                 | Personatge          | Cadena   | Notes        |
| ----------- | --------------------- | ------------------- | -------- | ------------ |
| 2015        | La Riera              |                     | TV3      | 1 episodi    |
| 2015        | Carlos, Rey Emperador | François de Foix    | La 1     | 8 episodis   |
| 2017        | Pulsaciones           | Lara Valle Carreras | Antena 3 | 8 episodis   |
| 2017 - 2018 | Amar es para siempre  | Susana Azevedo      | Antena 3 | 160 episodis |
| 2022        | Com si fos ahir       | Paloma              | TV3      | 3 episodis   |
| 2022        | Smiley                | Verónica            | Netflix  | 6 episodis   |
| 2023        | El cuerpo en llamas   | Carmen              | Netflix  | 5 episodis   |

### Teatre
- Caixes (2015)
- El zoo de vidre (2014)
- Vaig a comprar una muntanya (2014)
- C.O.C.A. (2014)
- Adele & Thomas (2014)
- Sorpresa (2014)
- Venus in Furs (2013)
- Baile y son de Patricio Carambolas (2013)
- Está linda la mar (2012)

## Premis
- Premi Anna Lizarán.[5]